# Oliver Mewes
Oliver Mewes (* 1967 in Köln) ist ein deutscher Jazzmusiker (Schlagzeug).

## Werdegang
Mewes studierte Schlagzeug an der Hochschule für Musik Köln. Er spielte unter anderem mit dem Olaf Polziehn Trio, dem Echoes of Swing Orchestra sowie mit Engelbert Wrobels Swing Society und dem International Hot Jazz Quartet und ist seit der Gründung 1998 Jahren Mitglied der Echoes of Swing. Außerdem arbeitete Mewes mit Hazy Osterwald, Dan Barrett, Don Menza, Duke Heitger, Bucky Pizzarelli, Harry Allen, Bob Barnard, Lillian Boutté, Bobby Shew, Leroy Jones und Bill Dobbins.

## Stilistik
Stilistisch ist Oliver Mewes vorrangig im Swing der 1930er- und 1940er-Jahre einzuordnen, Einflüsse von frühen Jazz und Ragtime-Drummern sind ebenso herauszuhören wie die klassische Spielweise von Swing-Schlagzeugern  wie Gene Krupa und Jo Jones.

## Diskographische Hinweise
- Engelbert Wrobels Swing Society & Hazy Osterwald: Delicado (1999)
- Olaf Polziehn Trio: American Songbook (2000)
- Engelbert Wrobel, Chris Hopkins, Dan Barrett: Harlem 2000 (2002)
- Olaf Polziehn Trio feat. Harry Allen: American Songbook Vol. 2 (2003)
- Echoes of Swing Orchestra: The Fusion (2004)
- The Three Tenors of Swing: The Three Tenors of Swing (2006, mit Antti Sarpila, Frank Roberscheuten, Engelbert Wrobel, Chris Hopkins, Rolf Marx, Ingmar Heller)
- Engelbert Wrobels Swing Society feat. Dan Barrett: 20 Years (2009)
- Echoes of Swing: Message from Mars (2012, Preis der deutschen Schallplattenkritik, Prix de l'Académie du Jazz, mit Colin T. Dawson, Chris Hopkins, Bernd Lhotzky)
- Echoes of Swing: BIX - A Tribute to Bix Beiderbecke (2016, mit Colin T. Dawson, Chris Hopkins, Bernd Lhotzky sowie Shannon Barnett, Henning Gailing, Mulo Francel, Pete York)
- Echoes of Swing & Rebecca Kilgore: Winter Days at Schloss Elmau (Act, 2019, mit Colin T. Dawson, Chris Hopkins, Bernd Lhotzky, Henning Gailing sowie Rolf Marx)